# El Torrat
El Torrat és una masia de l'Esquirol (Osona) inclosa a l'Inventari del Patrimoni Arquitectònic de Catalunya.

## Descripció
Masia de planta rectangular (16 x 12 m), coberta a dues vessants i amb el carener perpendicular a la façana situada a migdia. Està formada per un cos de porxos de quatre metres de profunditat amb un pilar central i consta de planta i pis, i la resta de l'edifici planta baixa i golfes. La façana principal presenta dos portals rectangulars amb llinda de roure, un dels quals dona accés a l'habitatge que és precedit per unes corts actualment sense utilitzar. Al primer pis (porxo) hi ha un portal central i dues finestretes; al sector Est presenta un cos de corts adossat de pedra basta, totxo i totxana amb un portal de gres, ampit motllurat i forjat; un cos de totxo amb una finestra i una finestreta a les golfes. La façana Nord presenta diversos cossos de corts adossats i a la façana de la casa hi ha un portal a la planta baixa i tres finestres a les golfes. La façana Est presenta poques obertures a les corts.

## Història
Masia que pertany al terme de Sant Martí Sescorts, vinculat religiosament a Manlleu i civilment a la senyoria del Cabrerès. La seva demarcació forma part de la batllia del Cabrerès des del segle xv. Ara bé, la parròquia de Sant Martí Sescorts no es refon definitivament amb el municipi de l'Esquirol fins al 1824, quan el Consell de Castella va denegar l'existència de les "Masies de Santa Maria de Corcó", que havia funcionat entre el 1814 i el 1824 amb la capitalitat a Sant Martí Sescorts.